# Kirn

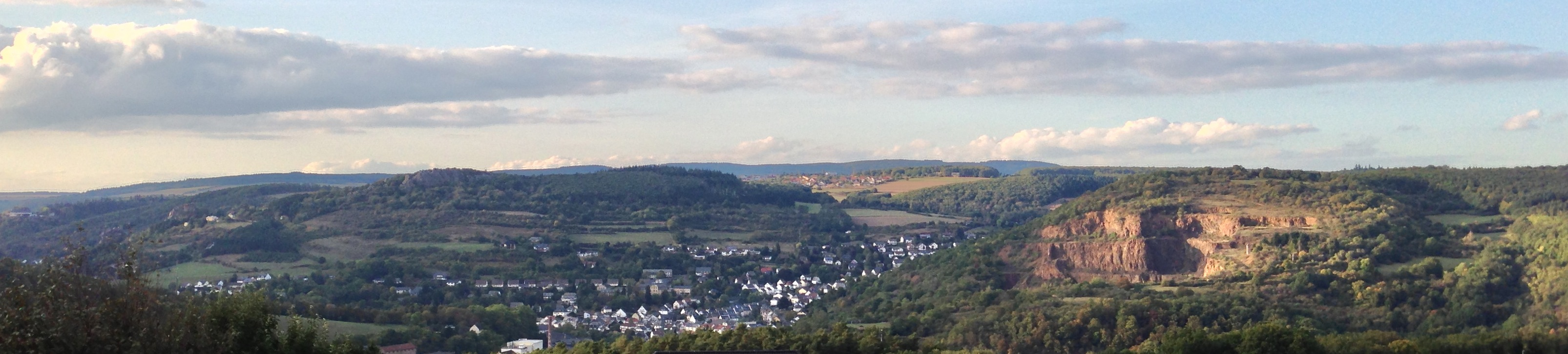
Kirn vom Loh aus gesehen

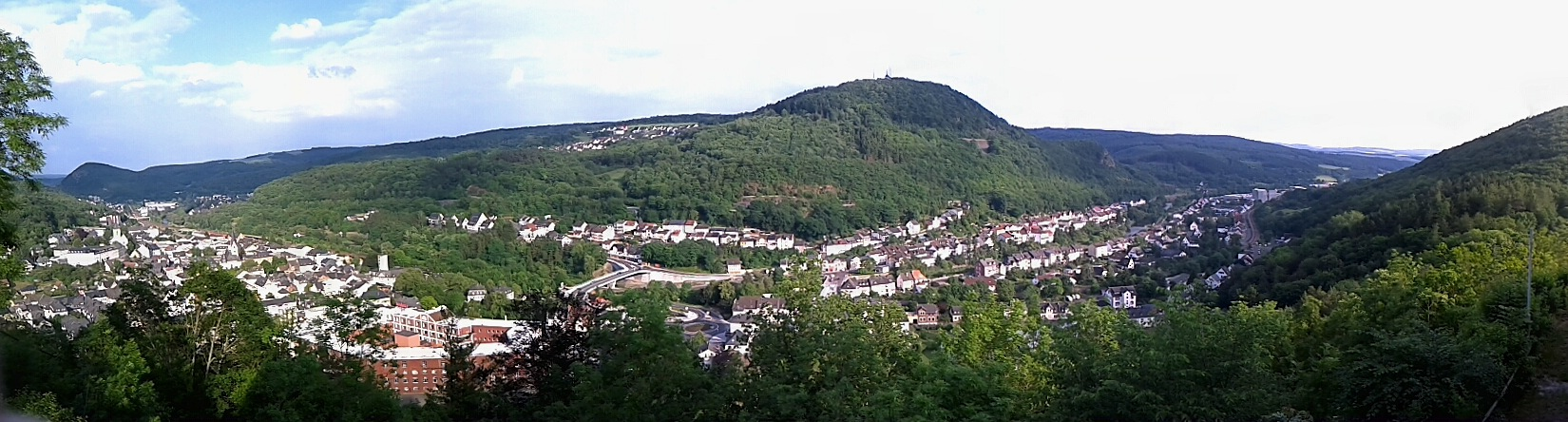
Kirn von der Kyrburg aus gesehen

Kirn an der Nahe ist eine Stadt mit 8.551 Einwohnern auf einer Fläche von 16,53 km² in der Verbandsgemeinde Kirner Land im Landkreis Bad Kreuznach, Rheinland-Pfalz. Die Ortsteile Kirn-Sulzbach, dreieinhalb Kilometer flussaufwärts im Nahetal, sowie Kallenfels, am Fuße der gleichnamigen Burgruine, gehören seit 1969 zur Stadt. Kirn ist Mittelzentrum für einen Bereich an der Nahe und im Hunsrück.

## Geografie

### Lage
Kirn liegt im Nahetal, etwa 15 Kilometer nordöstlich des bereits zum Landkreis Birkenfeld gehörenden Idar-Oberstein. Von der eigenen Kreisstadt Bad Kreuznach ist die Kleinstadt etwa 35 Kilometer südwestlich gelegen.
Nachbargemeinden sind im Norden Oberhausen bei Kirn, im Nordosten Hochstetten-Dhaun, im Osten Meckenbach, im Süden Heimweiler, im Südwesten Bärenbach, im Westen Bergen.
| Hahnenbach | Oberhausen bei Kirn                         | Hochstetten-Dhaun |
| Bergen     | Kompassrose, die auf Nachbargemeinden zeigt | Meckenbach        |
| Bärenbach  | Heimweiler                                  |                   |

### Landschaft
Die Landschaft wird geprägt durch das Nahetal und das tief in den Lützelsoon eingeschnittene Tal des Hahnenbachs. Die Talsohlen sind teilweise dicht besiedelt, wohingegen die steilen Hänge im oberen Bereich größtenteils unbebaut und bewaldet sind. An mehreren Stellen ragen frei stehende, bis zu 30 Meter hohe Quarzitfelsen über die Baumkronen hinaus („Kirner Dolomiten“). Besonders markant sind die Oberhauser Felsen, der Kallenfels und die Wehlenfelsen nördlich der Stadt. Die beschauliche Innenstadt wird vom im Hunsrück entspringenden Hahnenbach durchflossen, der wenig später in die Nahe mündet. Das Stadtbild wird geprägt von dem oberhalb des Zentrums gelegenen Steinbruch, der sich bis zur östlichen Stadtgrenze erstreckt.

### Klima
Der Jahresniederschlag beträgt etwa 540 mm. Die Niederschläge liegen im Lee des umliegenden Berglandes unterhalb der in Deutschland erfassten mittleren Werte. Die trockensten Monate sind Februar und März, die meisten Niederschläge fallen im August. Insgesamt sind die Niederschläge recht gleichmäßig übers Jahr verteilt.

## Geschichte

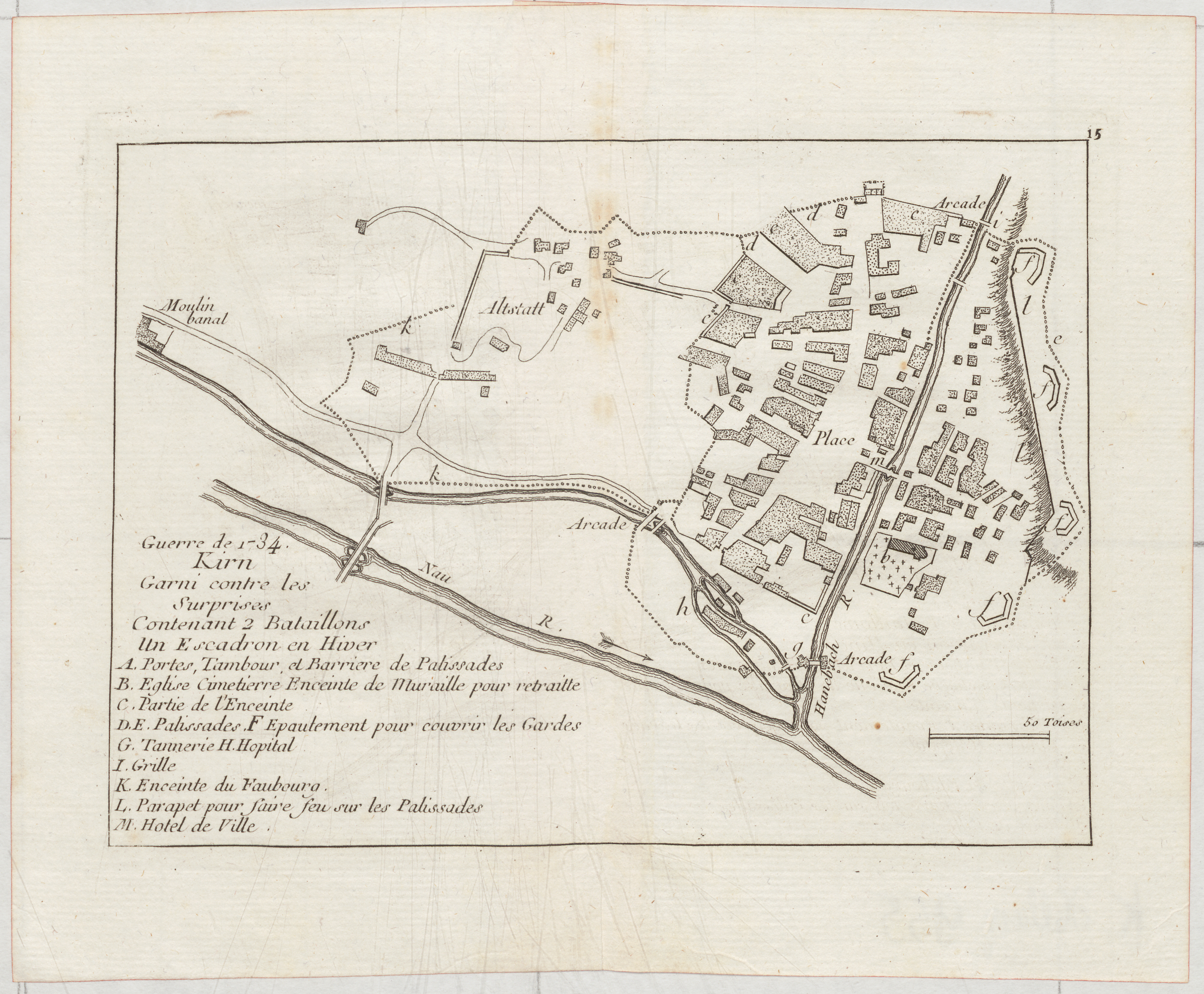
Stadt Kirn mit Befestigungsanlagen, 1760

Die im Schnittpunkt wichtiger alter Handelsstraßen (Keltenweg Nahe–Mosel, Naheschifffahrt und Höhenweg Soonwaldsteig) an der mittleren Nahe gelegene Stadt hat sich aus einer vorgeschichtlichen Siedlung entwickelt. Benannt wurde Kirn wahrscheinlich nach dem Kyrbach, dem Oberlauf des Hahnenbachs. Dieser leitet sich vom keltischen Wort keiro- („dunkel“) ab, könnte aber ebenso vom keltischen Wort Kyr („Wasser“) abstammen. Die Weiterentwicklung des Namens könnte parallel zum ahd./mhd. Synonym für Mühle (Kere, Kire → Kern, Kirn) entstanden sein. Durch die Lage am Hahnenbach und an der Nahe war Kirn mit Wasser und durch Wasserkraft angetriebene Getreidemühlen stets reich gesegnet. Beide Gewässer waren außerdem wichtig als Transportweg, zum Gerben des Leders, für den Fischfang, aber auch für Tierzucht und Landwirtschaft und zum Bierbrauen.
Die erste urkundliche Erwähnung Kirns als Chira (ähnlich Kirchberg als Chiriperg) geht auf das Jahr 841 zurück und findet sich in Urkunden des Klosters Fulda. Im 10. Jh. setzten die Salier als Grafen im Nahegau die Emichonen als ihre Untergrafen ein: Beamte, welche die Gerichtsbarkeit ausübten, den Heerbann anführten, die Polizeigewalt besaßen und die königlichen Besitzungen verwalteten. Nach einer auf dem Kyrberg errichteten Burg nannte sich eine Linie dieses Geschlechts in den Jahren nach 1100 Wildgrafen von Kyrburg. Von hier aus verwalteten sie ihre ausgedehnten Güter zwischen Mosel und Pfrimm.
Bei einem Judenpogrom in Kirn (קירא) nach dem Tod des 16-jährigen Werner von Oberwesel wurden am 11. Tischri AM 5048 (21. September 1287) sechs Personen umgebracht.
Magdalenenhochwasser 1342: Auch in Kirn/Nahe trat im Juli 1342 der Hahnenbach (vormals Kyr (aus dem keltischen für Wasser)) 6 Meter über die Ufer. 23 Menschen starben bei einer damals wohl 3-stelligen Einwohnerschaft. Auch im Hunsrück entstanden dabei große Erosionsschluchten durch vorherige Abholzung der Wälder. Auch 680 Jahre später würde ein Pegel von 6 Meter über normal die Innenstadt in Kirn bis mindestens zum 1. Stock überfluten. In den letzten 50 Jahren wurden Überschwemmungsflächen wie die Kyrau mit Schulen und Häusern zugebaut.
Nach dem Aussterben der Wildgrafen ging die Grafschaft bis 1408 vollständig an die Rheingrafen über, die sich seitdem Wild- und Rheingrafen nannten. Mit dem ersten Tag des 17. Jahrhunderts wurde die Leibeigenschaft der Kirner durch ihre Herren, die Rheingrafen Otto und Adolph Heinrich, gegen eine Entschädigung von 4000 Gulden aufgehoben. Damit war Kirn die erste Stätte eines freien Bürgertums in der Rheingrafschaft. Bis zur Besetzung (1794) und Annexion durch Frankreich (1798), war Kirn Hauptort jener Wild- und Rheingrafen, die in den letzten Jahrzehnten ihrer Herrschaft mehrere erhalten gebliebene prachtvolle Gebäude im Zentrum der Stadt errichten ließen. Seit 1743, der Erhebung der Brüder Philipp Joseph und Johann Dominik zu Salm-Kyrburg zu Reichsfürsten, war Kirn die Hauptstadt eines reichsunmittelbaren Fürstentums. Unter Philipp Josephs Sohn Friedrich III., der als Hauptresidenz das Hôtel de Salm in Paris vorzog und während der Terrorherrschaft dort hingerichtet wurde, entstanden in den 1780er Jahren Ansätze, die Stadt zu einer Sommerresidenz auszubauen.
In der Kirner Gegend trieb Johannes Bückler, genannt Schinderhannes, sein Unwesen. Er wurde 1796 in Kirn verhaftet und erhielt eine Prügelstrafe, konnte aber schon in der ersten Nacht fliehen. Ein Jahr später pflegte Bückler mit der Moselbande wieder seine Kontakte nach Kirn. Von Frühjahr bis Winter 1797 begingen Philipp Ludwig Ernst Mosebach, der Anführer, Bückler, Hannjörg von Lanscheid, Jakob Fink, Johann Niklas Nagel und Johann Niklas Nau zahlreiche Viehdiebstähle. 47 Hammel aus diesen Viehdiebstählen kaufte allein der Metzger Franz Andres aus Kirn.
Nach dem Ende der französischen Herrschaft wurde Kirn 1815 Teil der preußischen Rheinprovinz. Stadtrechte erhielt es erst im Jahre 1857.
Am 4. und 5. August 1875 gab es ein größeres Hochwasser in Kirn, 26 Einwohner der Stadt kamen in den Fluten ums Leben.
Am 7. Juni 1969 wurden die beiden zuvor selbständigen Gemeinden Kallenfels und Kirnsulzbach eingemeindet.

### Konfessionsstatistik
Mit Stand 31. Januar 2020 waren von den Einwohnern 44,6 % evangelisch, 23,1 % römisch-katholisch und 32,3 % waren konfessionslos oder gehörten einer anderen Glaubensgemeinschaft an. Der Anteil der Protestanten und Katholiken an der Gesamtbevölkerung ist seitdem gesunken. Mit Stand Mai 2025 lag der Anteil der evangelischen Bürger bei 37,7 %, der katholischen bei 19,9 % und der Sonstigen bei 42,4 %.

### Einwohnerentwicklung
| Kirn: Einwohnerzahlen von 2012 bis 2024 | Kirn: Einwohnerzahlen von 2012 bis 2024 | Kirn: Einwohnerzahlen von 2012 bis 2024 | Kirn: Einwohnerzahlen von 2012 bis 2024 | Kirn: Einwohnerzahlen von 2012 bis 2024 |
| --------------------------------------- | --------------------------------------- | --------------------------------------- | --------------------------------------- | --------------------------------------- |
| Jahr                                    |                                         |                                         |                                         | Einwohner                               |
| 2012                                    | 2012                                    |                                         | 8.177                                   | 8.177                                   |
| 2015                                    | 2015                                    |                                         | 8.149                                   | 8.149                                   |
| 2020                                    | 2020                                    |                                         | 8.241                                   | 8.241                                   |
| 2024                                    | 2024                                    |                                         | 8.551                                   | 8.551                                   |
| Quelle(n): statistik.rlp.de             |                                         |                                         |                                         |                                         |

## Politik

### Stadtrat
Der Stadtrat in Kirn besteht aus 24 Ratsmitgliedern und dem Vorsitzenden.
Sitzverteilung:
| Wahl | SPD | CDU | FDP | FWG | Gesamt   |
| ---- | --- | --- | --- | --- | -------- |
| 2024 | 8   | 6   | 5   | 5   | 24 Sitze |
| 2019 | 10  | 6   | 5   | 3   | 24 Sitze |
| 2014 | 13  | 6   | 3   | 2   | 24 Sitze |
| 2009 | 11  | 6   | 6   | 1   | 24 Sitze |
| 2004 | 11  | 9   | 2   | 2   | 24 Sitze |

- FWG = Freie Wählergemeinschaft Kirner-Land e. V.

### Bürgermeister
Frank Ensminger (FDP) wurde am 1. April 2020 Stadtbürgermeister von Kirn. Bei der Direktwahl am 22. März 2020 war er mit einem Stimmenanteil von 58,1 % gewählt worden. Bei der Bürgermeisterwahl am 9. Juni 2024 wurde er bei einer Wahlbeteiligung von 52,7 % mit einem Stimmenanteil von 69,4 % ohne Gegenkandidaten in seinem Amt bestätigt.
Ensmingers Vorgänger Martin Kilian hatte das Amt des Bürgermeisters seit 2014 hauptamtlich ausgeübt, war zum Jahresende 2019 aber in den vorzeitigen Ruhestand getreten.

### Städtepartnerschaften
- Fontaine-lès-Dijon, Frankreich (seit 10. Mai 1986)
- Marange-Silvange, Frankreich (seit 7. November 2010)[18]

## Sehenswürdigkeiten

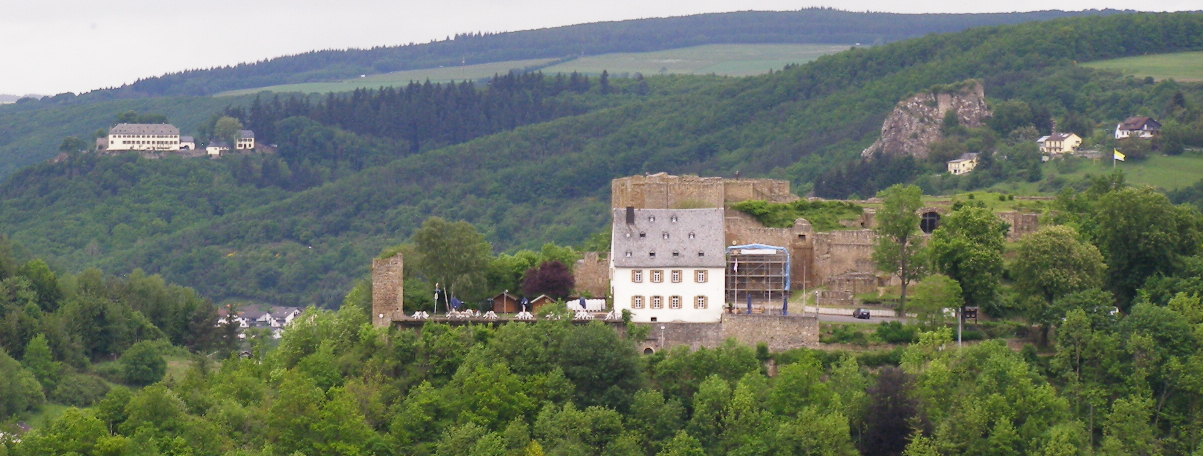
Kyrburg

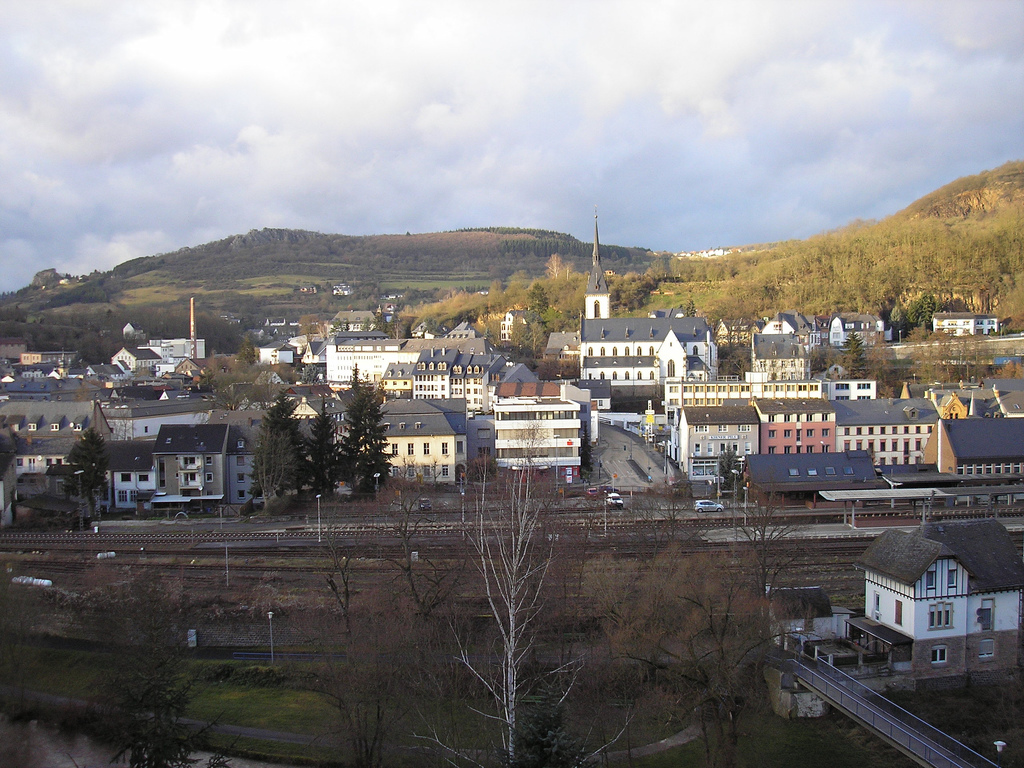
Blick vom rechten Naheufer auf die Katholische Kirche Kirns; davor (rechts) der Bahnhof

### Evangelische Kirche

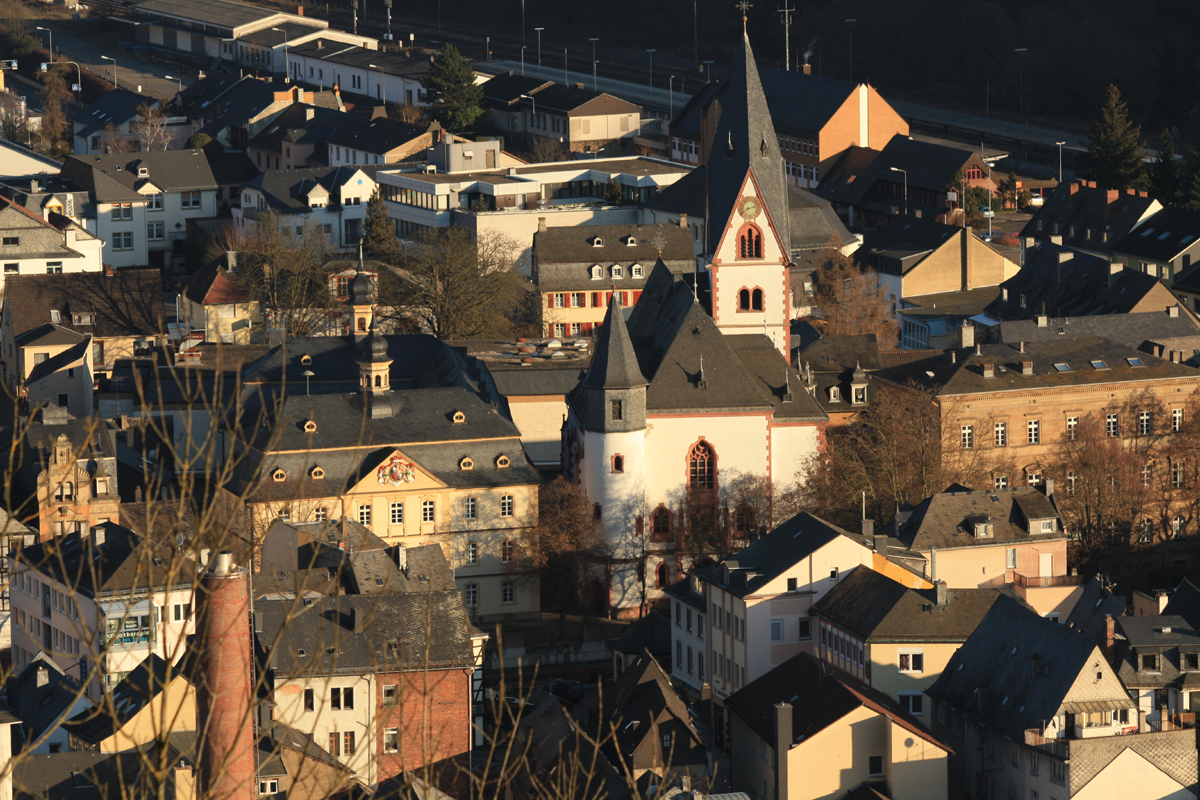
Blick von der Kyrburg auf Rathaus (links) und evangelische Kirche (rechts)

Die neugotische, ursprünglich dem Hl. Pankratius geweihte evangelische Hallenkirche mit spätgotischem Chor und romanischem Turm aus dem 11. und 12. Jahrhundert wurde 1992/1993 wieder in ihrer ursprünglichen Form und Innenausstattung instand gesetzt. Im Innern befinden sich mehrere sehenswerte Grabmale der Wild- und Rheingrafen. Zwischen 1681 und 1892 diente die Kirche beiden Konfessionen als Simultankirche. Während dieser Phase trennte eine Mauer den vorderen evangelischen Teil vom hinteren Chorraum, der der katholischen Gemeinde vorbehalten war. Nach dem verheerenden Hochwasser von 1875 wurde ein teilweiser Neubau der Kirche notwendig; die katholische Gemeinde entschloss sich aus diesem Anlass zum Bau einer eigenen Kirche am Halmer Weg.

### Fürstliche Kellerei
Das fürstliche Kellereigebäude entstand um 1771 im Auftrag des Fürsten Dominik von Salm-Kyrburg. Das hufeisenförmige Gebäude, dessen Front das noch im Original erhaltene Wappen der Fürstenfamilie ziert, wurde durch den Baumeister Johann Thomas Petri aus Schneppenbach errichtet. Nach dem Zweiten Weltkrieg bis 1990 beherbergte das Gebäude eine Fruchtsaftkelterei. Nach mehrjährigem Leerstand wurden der linke Gebäudeflügel mit dem Hauptportal 2005 zu einem Hotel mit Restaurant umgebaut. Die restlichen Gebäudeteile dienen Wohnzwecken.

### Kyrburg
Das Wahrzeichen Kirns ist die oberhalb der Stadt gelegene Kyrburg.

### Rathaus
Das heutige Rathaus entstand in den Jahren 1752 bis 1771. Der Baumeister Johann Thomas Petri errichtete hier wiederum im Auftrag des Fürsten Johann Dominik ein Piaristenkolleg, das als solches allerdings nur wenige Jahre genutzt wurde. Später diente das Gebäude über ein Jahrhundert als Progymnasium bzw. Realschule, bevor es 1938 von der Stadtverwaltung bezogen wurde. Die ehemalige Klosterkapelle beheimatet heute den Sitzungssaal. Zu dem Gebäude gehört ein Pavillon, der ursprünglich in der weitläufigen Gartenanlage stand. Heute befindet sich das achteckige Gebäude auf der rechten Seite des Hahnenbachs am Marktplatz.

### Weitere Sehenswürdigkeiten
- Bismarcksäule auf dem Gauskopf von 1901
- Burgruine in Kallenfels (→ Steinkallenfels)
- Fachwerkhäuser, insbesondere die ehemaligen Gerberhäuser in der Innenstadt
- Hellberg (Größte Blockschutthalde nördlich der Alpen)[19]
- Kath. Pfarrkirche St. Pankratius aus dem späten 19. Jh. (1894 geweiht), mit Sakramentshäuschen von 1482 und Flügelaltar von 1892
- Schloss Amalienlust auf der „Kiesel“
- Schloss Wartenstein, nördlich des Stadtteils Kallenfels
- Aussichtsturm Gauskopf, 1896 errichteter ca. 14 m hoher Bruchsteinbau auf dem Gauskopf

### Touristisches
Kirn ist Ausgangspunkt von Hunsrück Schiefer- und Burgenstraße, Soonwaldsteig, Keltenweg Nahe–Mosel und Lützelsoon-Radweg sowie Etappe des Nahe-Hunsrück-Mosel-Radwegs.

## Wirtschaft

### Verkehr
Kirn ist über die Bundesstraße B 41 mit Saarbrücken und Mainz verbunden. Die Landesstraßen L 182 und L 183 führen durch die Stadt. Über die Schiene kann ab Kirn über die Eisenbahnstrecke Bingen–Saarbrücken mit den stündlich verkehrenden Regional-Express-Zügen in westlicher Richtung nach Saarbrücken und in östlicher Richtung nach Frankfurt über Mainz mit Halt am Flughafen Frankfurt gefahren werden.
Der Flughafen Frankfurt-Hahn ist etwa 30 Kilometer oder eine knappe halbe Autostunde von Kirn entfernt.
Die ursprünglich durch die Stadt verlaufende B 41 wurde in den 1960er Jahren als eine Ortsumgehung an den rechts der Nahe gelegenen Hang des Gauskopf verlegt. Markantestes Bauwerk dieser Umgehungsstraße ist der 161 Meter lange Hellberg-Tunnel.

### Marktort
Kirn war aufgrund seiner zentralen geografischen Lage schon immer ein lebendiger Marktstandort. Bis heute haben sich neben den Krammärkten am jeweils ersten Montag im Monat zwei herausragende Märkte erhalten: der Andreasmarkt – er feierte im Jahr 2000 seinen 300. Geburtstag – am letzten Wochenende im November und der Thomasmarkt am zweiten Samstag im Dezember. Die Märkte stellen in und für Kirn eine große Attraktion dar und ziehen viele Besucher aus der Region an. Auf dem Handwerker- und Bauernmarkt im Oktober präsentieren Kleinbetriebe aus dem Kirner Land ihre handgefertigten Waren und bieten sie zum Kauf an. Jeweils mittwochs und samstags trifft sich die Kirner Bevölkerung auf dem Wochenmarkt.

### Unternehmen
Kirn ist deutschlandweit als eine „Stadt des Leders“ bekannt. Heute sind von den ehemals großen Lederfabriken zumeist nur die Firmensitze vor Ort verblieben. Infolge von Produktionsverlagerungen in Niedriglohnländer sind in der Lederproduktion und -verarbeitung in Kirn nur noch wenige Arbeitnehmer beschäftigt. Bekannt von den noch existierenden Lederwarenfabriken sind die Braun GmbH & Co. KG und die Müller & Meirer Lederwarenfabrik GmbH.
In ganz Rheinland-Pfalz bekannt ist die Stadt auch durch die örtliche Brauerei und deren Bier: Kirner Pils. Größter Arbeitgeber in Kirn ist die Simona AG, ein weltweit agierender Hersteller und Vertreiber von thermoplastischen Kunststoffhalbzeugen, der ursprünglich auch aus der Lederbranche stammte. Aus der Lederwarenbranche produziert Braun GmbH & Co. KG (Markenname: Braun Büffel) noch Teile des Sortimentes aktiv in Kirn. Weitere wichtige Wirtschaftszweige bilden die Holzverarbeitung, der Anlagenbau, die Hartstein-, Verpackungs- und die Kfz-Zulieferindustrie. Zahlreich vertreten sind ferner kleine und mittelgroße Handwerks- und Handelsbetriebe. In den letzten Jahren hat der Tourismus an Bedeutung gewonnen.

### Medien
In Kirn erscheint als Lokalzeitung der Oeffentliche Anzeiger (bis 2014 Kirner Zeitung, Lokalausgabe der Rhein-Zeitung, Koblenz). Aus Kirn berichtet außerdem die Allgemeine Zeitung (Ausgabe Bad Kreuznach) (Verlagsgruppe Rhein Main, Mainz), die allerdings nicht mehr mit einer Lokalredaktion vor Ort vertreten ist.

## Öffentliche Einrichtungen

### Bildung
Die Angebote im Bildungsbereich sind gemessen an Kirns Einwohnerzahl sehr umfassend. Neben fünf Kindertagesstätten und zwei Grundschulen gibt es eine städtische Hauptschule, die ab 1. August 2011 in eine integrative Realschule plus umgewandelt wurde, ein staatliches Gymnasium (Gymnasium Kirn), eine kooperative Realschule plus und die „Wilhelm-Dröscher-Schule“ für Schülerinnen und Schüler mit einem besonderen Förderbedarf. Die Berufsbildenden Schulen des Landkreises Bad Kreuznach sind mit den Zweigen Mechanik, Gewerbe, Hauswirtschaft, Wirtschaft und Verwaltung in Kirn vertreten. Das Angebot der Volkshochschule und der Musikschule, beide im städtischen Gesellschaftshaus untergebracht, runden das Bildungsangebot ab.

### Kultur- und Freizeit
Im Gesellschaftshaus, 1879 durch das Lederunternehmen Carl Simon & Söhne im klassizistischen Baustil errichtet, finden das ganze Jahr über Konzert-, Kabarett- und Theaterveranstaltungen der Kulturinitiative Kirn statt. Zweimal jährlich verwandelt sich der bis zu 500 Personen fassende Saal in eine Ausstellungshalle, in der jeweils für zwei Wochen Gemälde und Skulpturen zumeist heimischer Künstler gezeigt werden.
Nach intensiven Umbauten wurde das Familienfreizeitbad „Jahnbad“ im Frühjahr 2002 wiedereröffnet. Neben dem 50 m langen Hauptbecken gibt es seitdem ein Freizeitbecken mit Rutsche, Strömungskanal und Massageliegen sowie ein Kinderbecken mit geringer Wassertiefe und kleiner Rutsche.
Die Kirner Stadtbücherei befindet sich seit Januar 2002 im Wilhelm-Dröscher-Haus am linken Ufer des Hahnenbachs. Auf einer Fläche von 145 Quadratmetern stehen Lesern etwa 5.800 Bücher zur Verfügung. Thematische Schwerpunkte bilden neben der Belletristik vor allem die Kinder- und Jugendliteratur.
Das Stadion im Sportzentrum Loh verfügt über Kapazität von 5000 Zuschauern und ist Spielstätte des VfR Kirn.

### Medizinische Versorgung
Die medizinische Versorgung wird durch das defizitäre, aber versorgungsnotwendige Krankenhaus der „kreuznacher diakonie“, zahlreiche niedergelassene Allgemein- und Fachmediziner sowie fünf Apotheken gewährleistet. Für Senioren gibt es vor Ort zwei Altenheime in kirchlicher Trägerschaft.

## Dialekt
Die örtliche Mundart wird als „Kirner Platt“ bezeichnet. Die gemeinhin akzeptierte Sprachgrenze zwischen den Rhein- und Moselfränkischen Dialekten, die sog. dat-das-Linie, verläuft unmittelbar nördlich und westlich von Kirn, weshalb sich zahlreiche Übergangserscheinungen zeigen. In der einzigen sprachwissenschaftlichen Monografie zur Kirner Mundart wird sie mit Verweis nicht nur auf die dat-das-Linie, sondern auch auf andere phonetische Merkmale (z. B. einem Überwiegen von Monophthong gegenüber Diphthong) dem Rheinfränkischen zugeordnet. Der Autor einer vergleichenden Darstellung kommt hingegen, seinerseits unter Verweis auf die „quantitative Entwicklung der Vocale“, zu dem Schluss, die Mundart sei zum Moselfränkischen zu rechnen.

## Persönlichkeiten

### Söhne und Töchter der Stadt
- Peter Siegel (1485–1560), lutherischer Pfarrer
- Friedrich Doll (1816–1854), Revolutionär der an allen drei Aufständen der Badischen Revolution von 1848/1849 teilnahm
- Bernhard Stroh (1822–1882), Gründer der ehemals drittgrößten Brauerei in den USA (Stroh's Brewery in Detroit, Michigan)
- Friedrich Niebergall (1866–1932), evangelischer Theologe
- Karl Andres (1876–1935), Gutsbesitzer, Weinbaulobbyist und Politiker (NLP)
- Fritz Oswald Bilse (1878–1951), preußischer Offizier und Schriftsteller
- Julius Zerfaß (1886–1956), Journalist und Schriftsteller
- Frédérique Schlachter (1892–1965), deutsch-französischer Bankier und Politiker im Saarland
- Peter Kraus (1898–1954), Kriminalrat, SS-Führer und Gestapo-Mitarbeiter
- Heinrich Schneider (1902–1972), Politiker und Stadtbürgermeister von Kirn
- Berno Wischmann (1910–2001), Leichtathlet, Hochschullehrer sowie Funktionär im Deutschen Leichtathletik-Verband
- Wilhelm Dröscher (1920–1977), Politiker (SPD), MdB, MdL (Rheinland-Pfalz), ab 1975 Bundesschatzmeister der SPD
- Werner Schoop (1924–2011), Angiologe, Fachbuchautor und Bundesverdienstkreuzträger
- Karl-Georg Faber (1925–1982), Historiker
- Rudolf Gümbel (1930–2008), Wirtschaftswissenschaftler
- Helga de Alvear (1936–2025), Kunstsammlerin
- Herbert Wirzius (* 1937), Autor und Unternehmensberater
- Volker Bierbrauer (* 1940), Prähistoriker und Mittelalterarchäologe
- Frank Farian (1941–2024 als Franz Reuther), Musikproduzent (Milli Vanilli, Boney M.)
- Peter Wilhelm Dröscher (1946–2020), Politiker (SPD), MdL (Rheinland-Pfalz)
- Rolf Brack (1953–2023), Handballspieler und -trainer
- Joachim Runkel (* 1955), Politiker (CDU)
- Michael Groß (* 1963), Wissenschaftsjournalist und Buchautor
- Gerhard Wöllstein (* 1963), Pianist
- Frank Frühauf (* 1968), deutscher Kommunalpolitiker
- Denis Alt (* 1980), Politiker (SPD), MdL (Rheinland-Pfalz)
- Patrick Kirsch (* 1981), Fußballspieler
- Fabian Schönheim (* 1987), Fußballspieler
- Paul Löhr (* 2001), Fußballspieler

### Mit Kirn verbunden
- Nicolaus Langerhans (1634–1684), Superintendent 1661 bis 1667
- Johann Adam Grüsner (* um 1715; † 1784), Verwaltungsjurist und Historiker, lebte zuletzt in Kirn.
- Rainer Furch (* 1964), Schauspieler, wuchs in Kirn auf.

### Schinderhannes
Der in Deutschland legendäre Räuberhauptmann Schinderhannes alias Johannes Bückler hat sich oft in Kirn und Umgebung aufgehalten. 1796 stahlen er und Komplizen um Kirn mehrfach Hammel, die sie an eine Kirner Metzgerei verkauften. Für andere Delikte wurde er mit 25 Stockhieben auf dem Marktplatz bestraft. Am 10. Dezember 1796 wurde er gefasst und im Verlies des Kirner Rathauses eingesperrt, entkam aber noch in der gleichen Nacht über das Dach. Am 22. Dezember 1797 amüsierte er sich auf dem Kirner Christkindchen-Markt und beging wenig später in Hundheim seinen ersten Mord.